# جوسيبي دي ستيفانو
جوسيبي دي ستيفانو (بالإيطالية: Giuseppe Di Stefano)‏ مغني أوبرا إيطالي (ولد يوم 24 يوليو من العام 1921) يعد من أشهر فنانين الأوبرا في القرن العشرين

## روابط خارجية
- جوسيبي دي ستيفانو على موقع IMDb (الإنجليزية)
- جوسيبي دي ستيفانو على موقع مونزينجر (الألمانية)
- جوسيبي دي ستيفانو على موقع ميوزك برينز (الإنجليزية)
- جوسيبي دي ستيفانو على موقع أول ميوزيك (الإنجليزية)
- جوسيبي دي ستيفانو على موقع ديسكوغز (الإنجليزية)
- جوسيبي دي ستيفانو على موقع قاعدة بيانات الفيلم (الإنجليزية)